# レオナルド・ウルヘエス
- レオナルド・ウルヘレス
- レオナルド・ウルヘジェス

レオナルド・ゴンサロ・ウルへエス・ゴンサレス（Leonardo Gonzalo Urgelles Gonzalez、1993年1月9日 - ）は、キューバ共和国出身の野球選手（外野手）。右投右打。セリエ・ナシオナル・デ・ベイスボルのトロンヘロス・デ・イスラ・デ・ラ・フベントゥ所属。2017年にNPBの中日ドラゴンズへ派遣され、育成選手としてプレーした。

## 経歴
2011年/2012年シーズンからキューバ国内リーグ・セリエ・ナシオナル・デ・ベイスボルのトロンヘロス・デ・イスラ・デ・ラ・フベントゥでプレー。
2016年/2017年シーズンは45試合に出場し、打率.372、6本塁打、38打点をマークしたほか、オールスターゲームのMVPも獲得している。
2017年2月26日に中日ドラゴンズへの派遣が発表され、ライデル・マルティネスとともに育成選手として契約した。この年はウエスタン・リーグ39試合に出場したが、打率.204、1本塁打、7打点の成績にとどまった。
2018年3月13日、NPBより自由契約公示された。
帰国後は再びキューバ国内リーグでプレーしている。

## 詳細情報

### 年度別打撃成績
- 一軍公式戦出場なし

### 背番号
- 210（2017年）